# Un Pipăruș modern
Un Pipăruș modern este o poezie scrisă de George Coșbuc. Nu a fost publicată într-un volum. A apărut în anul 1889, când i-au mai fost publicate pentru prima dată poeziile Rada, Numai una, Pipăruș-Viteaz, Nu te-ai priceput și Nunta Zamfirei.
Pipărușul modern din poezie este Achim Cotor.

## Analiză
În această poezie, comicul reiese din degradarea miturilor. Personajele de basm sunt văzute dintr-o perspectivă puternic realistă a vieții cotidiene, opusă complet miracolelor.  Achim Cotor își caută nevasta fugară în țara sfinților. Aici el intră cu nasul astupat pentru că nu suportă mirosul greu de tămâie:
„La țara sfinților[...] 
Și nasul astupat ținea,  
Că el mirosul de tămâie, 
Cu mare greu îl suferea.”
Urmează o scenă casnică acasă la Sfântul Soare, într-o ambianță stranie:
„Și ca din pod porni din dos 
În modul cel mai furios 
Război de clește și de mături! 
Și rap! și zup! și zup și rap! 
Și-n fel și-n formă preste cap, 
Cât sta biet Chim făcut suveică: 
Iar sfântul Soare — tunde-o neică 
Să nu-ți bat colbul din scurteică! 
Ei, hei! Dar cine bombarda? 
Chiar sfânta maică-a lui sfânt Soare! 
Zău! Flacără pe nări lăsa, 
Și-avea priviri răzbunătoare 
Și-n mâni avea un—hop-șa-șa! ”
Ambianțe bizare urmează și când apar sfătuitoarele, sfintele zilelor săptămânii. Sfânta Luni este descrisă astfel:
„„Mă duc la sfânta Luni! La ea, 
 Să-ntreb de Savincuța mea!“[...] 
Bătrâna sta-ntr-un colț de masă  
Și-avea niște pantofoi mari,  
Puteai în ei din pod să sari.  
Avea trei scaune prin casă  
Și-un pat făcut de patru pari.  
Avea pe masă dinainte  
Cilindru plin de „Konig-Tinte“  
Și-avea condei și ochelari,  
Și tot făcea la mestecușuri  
Și tot pe rând și pe răvaș  
Făcea trăsuri și sămădaș  
Din slove și din numărușuri. ”

## Legături externe
- Textul integral al poeziei la Wikisursă